# Bodak Yellow
Singles de Cardi B
Bronx Season
(2016) No Limite
(2017)
Bodak Yellow est un single de la rappeuse américaine Cardi B sorti en juin 2017. La chanson est extraite de l'album Invasion of Privacy.
En août 2021, le clip-vidéo atteint le milliard de visionnages sur YouTube.

## Classements
| Classements (2017-18)                          | Meilleure position |
| ---------------------------------------------- | ------------------ |
| Australie (ARIA)                               | 33                 |
| Belgique (Flandre Ultratip Bubbling Under 100) | 14                 |
| Belgique (Wallonie Ultratip Bubbling Under 50) | 27                 |
| France (SNEP)                                  | 70                 |
| Nouvelle-Zélande (RMNZ)                        | 24                 |
| Pays-Bas (Nederlandse Top 40)                  | 81                 |
| Royaume-Uni (UK Singles Chart)                 | 24                 |
| Suède (Sverigetopplistan)                      | 71                 |
| Suisse (Schweizer Hitparade)                   | 74                 |

## Certification
| Pays             | Organisme    | Certification | Seuil                            |
| ---------------- | ------------ | ------------- | -------------------------------- |
| Australie        | ARIA         | Or            |                                  |
| Canada           | Music Canada | 3 × Platine   |                                  |
| États-Unis       | RIAA         | Diamant       | 10 000 000                       |
| France           | SNEP         | Platine       | 10 millions d'équivalent streams |
| Italie           | FIMI         | Or            | 25 000                           |
| Nouvelle-Zélande | RMNZ         | Or            |                                  |
| Royaume-Uni      | BPI          | Argent        |                                  |